# Quản trị kinh doanh
Quản trị kinh doanh là việc thực hiện quản lý một hoạt động kinh doanh. Nó bao gồm tất cả các khía cạnh của việc giám thị và giám sát hoạt động kinh doanh và những lĩnh vực liên quan bao gồm kế toán, tài chính và tiếp thị.

## Tổng quan
Quản trị kinh doanh bao gồm việc thực hiện hoặc quản lý hoạt động kinh doanh và ra quyết định cũng như tổ chức hiệu quả con người và các nguồn lực khác để chỉ đạo các hoạt động hướng tới các mục tiêu chung. Nói chung, quản trị đề cập đến chức năng quản lý rộng hơn, bao gồm các dịch vụ tài chính, nhân sự và dịch vụ MIS có liên quan.
Một số phân tích cho rằng quản lý (management) là một bộ phận nhỏ của quản trị (administration), đặc biệt liên quan đến các khía cạnh kỹ thuật và hoạt động của một tổ chức, và khác với các chức năng điều hành hoặc chiến lược. Ngoài ra, hành chính có thể tham khảo các hoạt động quan liêu hoặc hoạt động của các công việc văn phòng thông thường, thường theo định hướng nội bộ và phản ứng hơn là chủ động. Các quản trị viên, nói chung, tham gia vào một bộ các chức năng chung để đáp ứng các mục tiêu của tổ chức. Henri Fayol mô tả những "chức năng" của quản trị viên là "năm yếu tố quản trị". Đôi khi việc tạo ra sản phẩm, bao gồm tất cả các quá trình tạo ra sản phẩm mà doanh nghiệp bán, được thêm vào như yếu tố thứ sáu.
Một quản trị viên doanh nghiệp sẽ là người giám sát doanh nghiệp và hoạt động của nó. Nhiệm vụ nhằm đảm bảo rằng doanh nghiệp đạt được mục tiêu và được tổ chức và quản lý hợp lý. Nhiệm vụ của một người trong vị trí này rất đa dạng và thường xuyên bao gồm đảm bảo rằng các nhân viên phù hợp được tuyển dụng và đào tạo phù hợp, lập kế hoạch cho sự thành công của doanh nghiệp và giám sát hoạt động hàng ngày. Khi thay đổi tổ chức là cần thiết, một người ở vị trí này cũng thường là người dẫn đường. Trong một số trường hợp, người khởi sự hoặc sở hữu kinh doanh là quản trị viên của nó, nhưng không phải lúc nào cũng như vậy, vì đôi khi một công ty thuê một cá nhân  khác làm quản lý.
Người có chức danh "quản trị viên kinh doanh" về cơ bản hoạt động như người quản lý của công ty và của những người quản lý khác. Một người như vậy giám sát những người có vị trí quản lý để đảm bảo rằng họ tuân theo chính sách của công ty và hướng đến mục tiêu của công ty một cách hiệu quả nhất.
Ví dụ, các quản trị viên kinh doanh có thể làm việc với các nhà quản lý các phòng ban nhân sự, sản xuất, tài chính, kế toán và tiếp thị để đảm bảo rằng họ hoạt động tốt và đang làm việc phù hợp với mục đích và mục đích của công ty. Ngoài ra, họ có thể tương tác với những người bên ngoài công ty, chẳng hạn như đối tác kinh doanh và nhà cung cấp.

## Các bằng cấp học thuật

### Cử nhân Quản trị Kinh doanh (Bachelor of Business Administration)
Cử nhân Quản trị Kinh doanh (BBA, B.B.A., B.Sc.) là bằng cử nhân về thương mại và quản trị kinh doanh.

### Thạc sĩ Quản trị Kinh doanh (Master of Business Administration)
Thạc sĩ Quản trị Kinh doanh là bằng thạc sĩ về quản trị kinh doanh tập trung vào quản lý. 

### Tiến sĩ Quản trị Kinh doanh (Doctor of Business Administration)
Tiến sĩ Quản trị Kinh doanh (viết tắt là DBA, D.B.A., DrBA, hoặc Dr.B.A.) là một nghiên cứu tiến sĩ được trao dựa trên nghiên cứu tiên tiến trong lĩnh vực quản trị kinh doanh. 

### Tiến sĩ Quản lý (PhD in Management)
Tiến sĩ Quản lý là bằng cấp học tập cao nhất được trao về nghiên cứu khoa học quản lý. 

### Tiến sĩ Quản lý (Doctor of Management)
Một hình thức mới hơn của học vị tiến sĩ quản lý là Tiến sĩ Quản lý (Doctor of Management) (D.M., D.Mgt hoặc DMan).

## Chức năng quản trị
Quản trị viên, nói chung, tham gia vào một bộ máy chức năng để cùng đạt được các mục tiêu của tổ chức. Những chức năng quản trị là: Hoạch định, Tổ chức thực hiện, Điều khiển - Chỉ Huy, Kiểm tra - Giám sát và Điều chỉnh. Ngày nay, rất nhiều nghiên cứu xoay quanh các chức năng của Quản trị, và nó có thể tóm lược thành năm chức năng cơ bản và quan trọng: Hoạch định, Tổ chức thực hiện, Điều khiển - Chỉ Huy, Kiểm tra - Giám sát và Điều chỉnh.
Vậy quản trị có các chức năng sau:

### Hoạch định[1]
Trong bốn cốt lõi của quản trị, thành tố Hoạch Định Chiến Lược đóng vai trò quyết định.
Bởi vì chiến lược là con đường, đi sai đường thì tổ chức chắc chắn là không thể tồn tại được. Còn nếu chiến lược đúng, mà ba cốt lõi kia làm chưa tốt, thì vẫn có thể đến đích được, chỉ có điều là nó sẽ chậm hơn mà thôi.
Người ta thường nhầm lẫn hay khó phân biệt giữa hai khái niệm: Chiến lược & Chiến thuật.
Một cách đơn giản nhất: Chiến lược là con đường sẽ đi, còn chiến thuật là cách đi ở trên con đường đó. Tuy nhiên, các doanh nghiệp nhỏ & siêu nhỏ ở Việt Nam lại quá chú trọng vào chiến thuật mà không để ý đến chiến lược, thậm chí còn không định hình về nó trong bản kế hoạch của công ty.

### Các cấp chiến lược
Có ba cấp chiến lược cần phải hoạch định bao gồm;
- Chiến lược cấp công ty:

Trả lời cho câu hỏi: Chúng ta ở đâu trong ngành? Đây là hoạt động thiết lập con đường cho các đơn vị kinh doanh trong một công ty.
Mô hình thường sử dụng để phân tích là Ma trận BCG
- Chiến lược cấp kinh doanh (chiến lược cạnh tranh):

Trả lời cho câu hỏi: Chúng ta cạnh tranh như thế nào? Đối với việc cạnh tranh, có ba chiến lược cốt lõi bao gồm:
Chiến lược chi phí thấp - chiến lược khác biệt hoá - chiến lược tập trung
- Chiến lược cấp chức năng:

Chiến lược cấp chức năng bao hàm các nội hàm: Chiến lược Tài chính, Marketing, Nhân Sự, Rủi ro, ...

### Quy trình hoạch định chiến lược
Hoạch định chiến lược là một quy trình đi qua ba giai đoạn như sau:
1. Định vị nguồn lực: Đầu tiên, phải xác định được nguồn lực hiện tại của mình như thế nào. Về mặt nguồn lực, đối với chủ thể là doanh nghiệp, cần phải xác định được hai điểm sau đây:
  - Yếu tố định lượng: Dựa vào bảng cân đối kế toán (Tài sản)
  - Yếu tố định tính: Chất lượng cổ đông - Chất lượng nhân sự - Hệ thống quản trị - Văn hoá công ty - Thương hiệu công ty. Trong đó, chú ý rằng yếu tố định tính chiếm đến ¾ giá trị của doanh nghiệp.
2. Xác định mục tiêu: Nhà quản trị cần xác định được mục tiêu hoạt động. Đối với việc xây dựng bản đồ mục tiêu, có bốn mặt trận mà các nhà quản trị cần phải quan tâm đến bao gồm:

- Mục tiêu Tài chính
- Mục tiêu Khách Hàng
- Mục tiêu Quy trình nội bộ
- Mục tiêu Học Tập Phát triển

Đây là một thẻ điểm cân bằng mà doanh nghiệp phải cân được cả bốn mặt trận này, trong đó tất cả phải hướng về mục tiêu tài chính. Vì lý do rằng doanh nghiệp không có lời thì không thể hoạt động được. Tuy nhiên, chỉ số tài chính rất dễ đánh lừa các "nhà doanh nghiệp", bởi lẽ, chỉ số tài chính là những chỉ số theo sau, còn ba chỉ số còn lại là những chỉ số dẫn đầu, tạo ra kết quả tài chính.
3. Xây dựng phương án đạt được mục tiêu
Tùy thuộc vào mỗi mục tiêu và nguồn lực, bối cảnh mà sẽ có những lối đánh khác nhau. 
Do vậy mà không có 2 chiến lược nào là giống nhau cả.

### Tổ chức thực hiện
Chức năng Tổ chức bao gồm quá trình xác định những nhiệm vụ phải được thực hiện, người thực hiện các nhiệm vụ đó, cách thức phân nhóm các nhiệm vụ, ai sẽ phải báo cáo cho ai, và cấp nào sẽ được ra quyết định.

### Điều khiển chỉ huy
Như ta đã biết, mỗi tổ chức bao giờ cũng có yếu tố con người và công việc của nhà quản trị là làm thế nào để đạt được mục tiêu của tổ chức bằng và thông qua người khác. Đây chính là chức năng lãnh đạo. Khi các quản trị viên khích lệ các nhân viên cấp dưới của mình, tạo ảnh hưởng đến từng cá nhân hay tập thể lúc họ làm việc, lựa chọn kênh thông tin hiệu quả nhất hay giải quyết các vấn đề liên quan đến hành vi của nhân viên thì các nhà quản trị đang thực hiện chức năng lãnh đạo.

### Kiểm tra - Giám Sát
Sau khi các mục tiêu được xác lập, các kế hoạch được hoạch định, cơ cấu tổ chức được xác định và nhân viên được tuyển dụng, đào tạo và khuyến khích làm việc thì sai sót vẫn có thể xảy ra. Để đảm bảo cho mọi việc đi đúng hướng, nhà quản trị phải giám sát và đánh giá kết quả công việc. Kết quả thực tế phải được so sánh với những mục tiêu đã xác lập trước đó để nhà quản trị có thể đưa ra những hoạt động cần thiết, đảm bảo hoạt động của doanh nghiệp, tổ chức đi đúng quỹ đạo. Quá trình giám sát, so sánh, và hiệu chỉnh là nội dung của chức năng kiểm soát.

### Điều chỉnh
Thông qua chức năng Kiểm tra - Kiểm Soát nhà quản trị sẽ biết được mục tiêu nào đạt, chưa đạt để điều chỉnh cho hợp lý với sự thay đổi nhằm hoàn thành mục đích tổng thể đã đặt ra của tổ chức.

## Vai trò của nhà Quản trị đối với Doanh nghiệp

### Vai trò quan hệ
Tất cả các nhà Quản trị luôn phải thực hiện những tác vụ có liên quan đến mọi người xung quanh (cấp dưới, người ngoài tổ chức) và các công việc khác mang tính chất nghi thức và biểu tượng. Đó là các vai trò Quan hệ hay Liên kết. Doanh nghiệp có được hình ảnh tốt đẹp đối với nhân viên và đối tác hay không phụ thuộc một phần không nhỏ vào vai trò này của nhà Quản trị.

### Vai trò thông tin
Ở bất kỳ góc độ nào, tất cả các nhà quản trị đều có vai trò Thông tin gồm: Tiếp nhận, thu thập và phổ biến thông tin. Với vai trò này, người quản trị thu nhận, phân loại, và cung cấp thông tin cần thiết cho những đối tượng phù hợp. Vai trò này bao gồm: Theo dõi thông tin, phổ biến thông tin, và đại diện phát ngôn.

### Vai trò ra quyết định
Vai trò này xoay quanh việc đưa ra những quyết định. Đây là vai trò rất quan trọng của nhà Quản trị. Thành công hay thất bại của Doanh nghiệp là ở vai trò này của Nhà Quản trị, bao gồm vai trò của người khởi xướng, Người xử lý các thông tin cần thiết tới vấn đề cần giải quyết, người phân bổ nhân lực và người đàm phán, thương lượng với những nhà đầu tư.

## 6 khía cạnh trong quản trị kinh doanh[3]
1. Nội bộ
2. Tài chính
3. Marketing
4. Nhân sự
5. Học tập & Phát triển
6. Cạnh tranh